# Perfect Day (álbum de Cascada)
Perfect Day es el segundo álbum de estudio del grupo alemán de eurodance Cascada.
Cuenta con varias versiones, destacando el Sk8er Boi Avril Lavigne, Just Like a Pill de Pink, Because the Night de Patti Smith  y la canción What Hurts the Most de Mark Wills. Dos cancuones, Endless Summer y I Will Believe It fueron grabadas bajo el nombre de Siria.
El tercer sencillo Because the Night se sustituye por Faded en los EE. UU. y Canadá.

## Lista de canciones
- Edición estándar

Todas las canciones fueron producidas por DJ Manian y Yanou.
| N.º | Título                                          | Escritor(es)                         | Duración |  |
| 1.  | «What Hurts the Most»                           | Steve Robson, Jeffrey Steele         | 3:26     |  |
| 2.  | «Runaway»                                       | Y. Peifer, M. Reuter                 | 3:32     |  |
| 3.  | «Who Do You Think You Are?»                     | Y. Peifer, M. Reuter                 | 3:24     |  |
| 4.  | «Because The Night»                             | B. Springsteen, P. Smith             | 3:25     |  |
| 5.  | «I Will Believe It»                             | Y. Peifer, M. Reuter, T. Cornelissen | 2:57     |  |
| 6.  | «Perfect Day»                                   | Y. Peifer, M. Reuter, A. Eshuijs     | 3:45     |  |
| 7.  | «What Do You Want From Me?»                     | Y. Peifer, M. Reuter, T. Cornelissen | 2:49     |  |
| 8.  | «Sk8er Boi»                                     | A. Lavigne, L. Christy, Edwards      | 3:22     |  |
| 9.  | «Could It Be You?»                              | Y. Peifer, M. Reuter                 | 3:47     |  |
| 10. | «He's All That»                                 | Y. Peifer, M. Reuter                 | 3:08     |  |
| 11. | «Just Like A Pill»                              | Alecia Moore, Dallas Austin          | 3:22     |  |
| 12. | «Endless Summer»                                | Y. Peifer, M. Reuter                 | 3:26     |  |
| 13. | «What Hurts the Most (Yanou's Candlelight Mix)» | S. Robson, J. Steele                 | 3:54     |  |

- Re-Release Bonus Track

| N.º | Título             | Escritor(es)                                       | Duración |  |
| 14. | «Dream On Dreamer» | Y. Peifer, M. Reuter, T. Cornelissen               | 3:04     |  |
| 15. | «Faded»            | M. Gerrard, J. Origliasso, L. Origliasso, R. Nevil | 2:49     |  |
| 16. | «Holiday»          | J. Kask, P. Agren                                  | 3:15     |  |

## Posicionamiento en listas
| 2007           |                            |    |
| Alemania       | German Albums Chart        | 30 |
| Austria        | Austrian Albums Chart      | 16 |
| Estados Unidos | US Billboard 200           | 70 |
| Estados Unidos | US Dance/Electronic Albums | 2  |
| Francia        | French Albums Chart        | 17 |
| Irlanda        | Irish Albums Chart         | 6  |
| Japón          | Japanese Albums Chart      | 50 |
| Reino Unido    | UK Albums Chart            | 9  |
| Suiza          | Swiss Albums Chart         | 81 |
| Europa         | European Top 100 Albums    | 1  |